# Kastekølle
En kastekølle er et historisk våben som sjældent anvendes i dag. En kastekølle er tung så den kræver stor styrke at kaste. Håndtaget er fremstillet af træ, mens selve køllen kan være af træ eller jern.
| Våben | Spire Denne artikel om våben er en spire som bør udbygges. Du er velkommen til at hjælpe Wikipedia ved at udvide den. |